# Лопушки езера
Лопушките езера са 3 езера в Северозападния дял на Рила, разположени в циркуса оформил се между Лопушки връх (Попова шапка, 2698 m) на югоизток, Лопушкия рид на изток и Голия рид на запад, в най-горното течение на река Малка Лопушница (съединявайки се с река Голяма Лопушница, десен приток на Черни Искър).
Езерата са разположени стъпаловидно едно под друго от юг на север на протежение от 950 m.
Най-южното Горното Лопушко езеро е най-голямо – 13 дка, има бъбрековидна форма и е разположено на 2371 m н.в. и 42°11′18″ с. ш. 23°25′36″ и. д. / 42.188333° с. ш. 23.426667° и. д..
Второто е на 220 m северно от първото и е на 2349 m н.в. и 42°11′27″ с. ш. 23°25′34″ и. д. / 42.190833° с. ш. 23.426111° и. д.. То е най-малкото в групата с размери 20 на 10 m.
Третото езеро е разположено малко странично от първите две, на 2142 m н.в. и 42°11′51″ с. ш. 23°25′45″ и. д. / 42.1975° с. ш. 23.429167° и. д.. То е с кръгла форма и е с площ от 4 дка.
От най-горното езеро изтича река Малка Лопушница, която минава през Второто езеро, а малко по-надолу в нея отдясно се влива приток, който изтича от най-долното езеро.